# ISAAC Sverige
ISAAC Sverige, är den Svenska lokalverksamheten inom internationella förbundet för augmenterad, och allternativ kommunikation.
ISAAC-Sverige arrangerar återkommande endagskonferenser. Hösten 2018 var inriktningen Tecken som alternativ och kompletterande kommunikation (TAKK). År 2016 gick konferensen under namnet Delaktighet i vardag och utbildning, och år 2017 hette den AKK - Nyckeln till delaktighet (genom hela livet).

## Historia
International Society for Augmentative and Alternative Communication, är en internationell ideell förening bildad i Kanada 1983.
Föreningen arbetar för att underlätta kommunikation för människor som är i behov av ett alternativ till det talade språket - Alternativ och kompletterande kommunikation (AKK).
ISAAC är i dag indelat i olika chapters, eller medlemsländer, och det finns nu[när?] 15 chapters och cirka 3000 medlemmar spridda över världen. Föreningen är öppen för de som vill stödja och sprida idén om att AKK är en viktig del i visionen om att alla ska ha rätten att kunna kommunicera med sin omvärld. 